# Ciclismo ai Giochi della III Olimpiade - Un miglio
La competizione Un miglio (m. 1.609,34) di ciclismo dei Giochi della III Olimpiade si tenne il 5 agosto 1904 al Francis Field della Washington University di Saint Louis.

## Risultati

### Semifinali
Si disputarono 2 serie i primi due classificati furono ammessi alla finale.
1ª semifinale
| Pos. | Atleta         | Tempo         |
| ---- | -------------- | ------------- |
| 1    | Marcus Hurley  | 2'34"2        |
| 2    | Oscar Goerke   | a 1 lunghezza |
| 3    | Charles Schlee | n/d           |
| 4    | J. Nash McCrea | dnf           |

2ª semifinale
| Pos. | Atleta             | Tempo   |
| ---- | ------------------ | ------- |
| 1    | Burton Downing     | 2'33"0  |
| 2    | Teddy Billington   | a 30 cm |
| 3    | George Wiley       | n/d     |
| 4    | Anthony Williamsen | n/d     |

### Finale
| Pos. | Atleta           | Tempo         |
| ---- | ---------------- | ------------- |
| 1    | Marcus Hurley    | 2'41"6+       |
| 2    | Burton Downing   | a 5 lunghezze |
| 3    | Teddy Billington | a 10 cm       |
| 4    | Oscar Goerke     | n/d           |